# Lovaglás az 1960. évi nyári olimpiai játékokon
Az 1960. évi nyári olimpiai játékokon a lovaglásban öt versenyszámot rendeztek, a díjugratás csapatverseny maradt el az előző olimpiához képest.

## Éremtáblázat
(A rendező ország csapata és a magyar érmesek eltérő háttérszínnel, az egyes számoszlopok legmagasabb értéke, vagy értékei vastagítással kiemelve.)
| Az 1960. évi nyári olimpiai játékok éremtáblázata lovaglásban | Az 1960. évi nyári olimpiai játékok éremtáblázata lovaglásban | Az 1960. évi nyári olimpiai játékok éremtáblázata lovaglásban | Az 1960. évi nyári olimpiai játékok éremtáblázata lovaglásban | Az 1960. évi nyári olimpiai játékok éremtáblázata lovaglásban | Olimpia  |
| ------------------------------------------------------------- | ------------------------------------------------------------- | ------------------------------------------------------------- | ------------------------------------------------------------- | ------------------------------------------------------------- | -------- |
|                                                               | Ország                                                        | Arany                                                         | Ezüst                                                         | Bronz                                                         | Összesen |
| 1.                                                            | Ausztrália (AUS)                                              | 2                                                             | 1                                                             | 0                                                             | 3        |
| 2.                                                            | Olaszország (ITA)                                             | 1                                                             | 1                                                             | 1                                                             | 3        |
| 3.                                                            | Egyesült Német Csapat (EUA)                                   | 1                                                             | 0                                                             | 1                                                             | 2        |
| 4.                                                            | Szovjetunió (URS)                                             | 1                                                             | 0                                                             | 0                                                             | 1        |
|                                                               |                                                               |                                                               |                                                               |                                                               |          |
| 5.                                                            | Svájc (SUI)                                                   | 0                                                             | 2                                                             | 1                                                             | 3        |
| 6.                                                            | Egyesült Államok (USA)                                        | 0                                                             | 1                                                             | 0                                                             | 1        |
|                                                               |                                                               |                                                               |                                                               |                                                               |          |
| 7.                                                            | Franciaország (FRA)                                           | 0                                                             | 0                                                             | 1                                                             | 1        |
| 7.                                                            | Nagy-Britannia (GBR)                                          | 0                                                             | 0                                                             | 1                                                             | 1        |
|                                                               |                                                               |                                                               |                                                               |                                                               |          |
| Összesen                                                      | Összesen                                                      | 5                                                             | 5                                                             | 5                                                             | 15       |

## Érmesek
| Az 1960. évi nyári olimpiai játékok érmesei lovaglásban | | | |
| Versenyszám                                             | Arany | Ezüst | Bronz |
| Díjlovaglás egyéni                                      | Szergej Filatov Absent · Szovjetunió (URS)                                                                          | Gustav Fischer Wald · Svájc (SUI)                                                                                        | Josef Neckermann Asbach · Egyesült Német Csapat (EUA)                                                        |
| Díjugratás egyéni                                       | Raimondo D'Inzeo Posillipo · Olaszország (ITA)                                                                      | Piero D'Inzeo The Rock · Olaszország (ITA)                                                                               | David Broome Sunsalve · Nagy-Britannia (GBR)                                                                 |
| Díjugratás csapat                                       | Egyesült Német Csapat (EUA) · Hans Günter Winkler Halla · Fritz Thiedemann Meteor · Alwin Schockemöhle Ferdle       | Egyesült Államok (USA) · Frank Chapot Trail Guide · William Steinkraus Ksar d'Esprit · George H. Morris Sinjon           | Olaszország (ITA) · Raimondo D'Inzeo Posillipo · Piero D'Inzeo The Rock · Antonio Oppes The Scholar          |
| Lovastusa egyéni                                        | Lawrence Morgan Salad Days · Ausztrália (AUS)                                                                       | Neale Lavis Mirrabooka · Ausztrália (AUS)                                                                                | Anton Bühler Gay Spark · Svájc (SUI)                                                                         |
| Lovastusa csapat                                        | Ausztrália (AUS) · Brian Crago Sabre · Lawrence Morgan Salad Days · Neale Lavis Mirrabooka · Bill Roycroft Our Solo | Svájc (SUI) · Anton Bühler Gay Spark · Hans Schwarzenbach Burn Trout · Rolf Ruff Gentleman III · Rudolf Günthardt Atraba | Franciaország (FRA) · Pierre Durand Gulliano · Jack le Goff Image · Guy Lefrant Nicias · Jéhan le Roy Garden |